# Lars Jacobsen
Lars Christian Jacobsen (Odense, 20 september 1979) is een Deens betaald voetballer die bij voorkeur als rechtsback speelt.

## Clubcarrière
Hij tekende in september 2011 een contract bij FC Kopenhagen, dat hem transfervrij overnam van West Ham United. Met Everton stond hij op 30 mei 2009 in de finale van de strijd om de FA Cup. Daarin verloor de ploeg van trainer-coach David Moyes met 2-1 van Chelsea door goals van Didier Drogba en Frank Lampard.

## Interlandcarrière
Jacobsen nam met Denemarken deel aan het EK voetbal 2012 in Polen en Oekraïne, waar de selectie van bondscoach Morten Olsen in de groepsfase werd uitgeschakeld. Op de verrassende 1-0-overwinning op Nederland volgden nederlagen tegen Portugal (2-3) en Duitsland (1-2), waardoor de Denen als derde eindigden in groep B.

## Erelijst

### In clubverband
- Deense eerste divisie: 1999 (met Odense BK)
- Beker van Denemarken: 2002 (met Odense BK), 2012 (met FC Kopenhagen)
- Ligapokal: 2004 (met Hamburger SV)
- Deens kampioen: 2006, 2007, 2013 (met FC Kopenhagen)

### Individueel
- 1997 Deens onder-19 Speler van het jaar
- 2001 Deens Cup Fighter
- 2005 en 2006 Deens team van het jaar (Rechtsback)